# Ејмсбери (Масачусетс)
Ејмсбери (енгл. Amesbury) град је у америчкој савезној држави Масачусетс.

## Демографија
По попису из 2010. године број становника је 16.283.
| Група             | 2000.          | 2010.          |
| Белци             | 11.863 (96,2%) | 15.479 (95,1%) |
| Афроамериканци    | 80 (0,6%)      | 120 (0,7%)     |
| Азијати           | 74 (0,6%)      | 106 (0,7%)     |
| Хиспаноамериканци | 129 (1,0%)     | 310 (1,9%)     |
| Укупно            | 12.327         | 16.283         |